# Granat No. 73
№ 73 "Thermos Flask" Grenade – brytyjski ręczny granat przeciwpancerny z okresu II wojny światowej. Nazwę Thermos Flask nadano mu ze względu na podobieństwo do zwykłego termosa na herbatę lub kawę.
Jego najlepszym zastosowaniem były zasadzki na ciężarówki lub ataki na zawieszenie czołgów. Zawleczka była wyciągana bezpośrednio przed rzutem, tak aby rzucający miał czas się ukryć, bowiem zasięg rażenia był większy niż 10 metrów, a na taką mniej więcej odległość ten 2-kilogramowy granat długości ok. 24 centymetrów udawało się rzucić przeciętnemu żołnierzowi.